# Kriegerweg

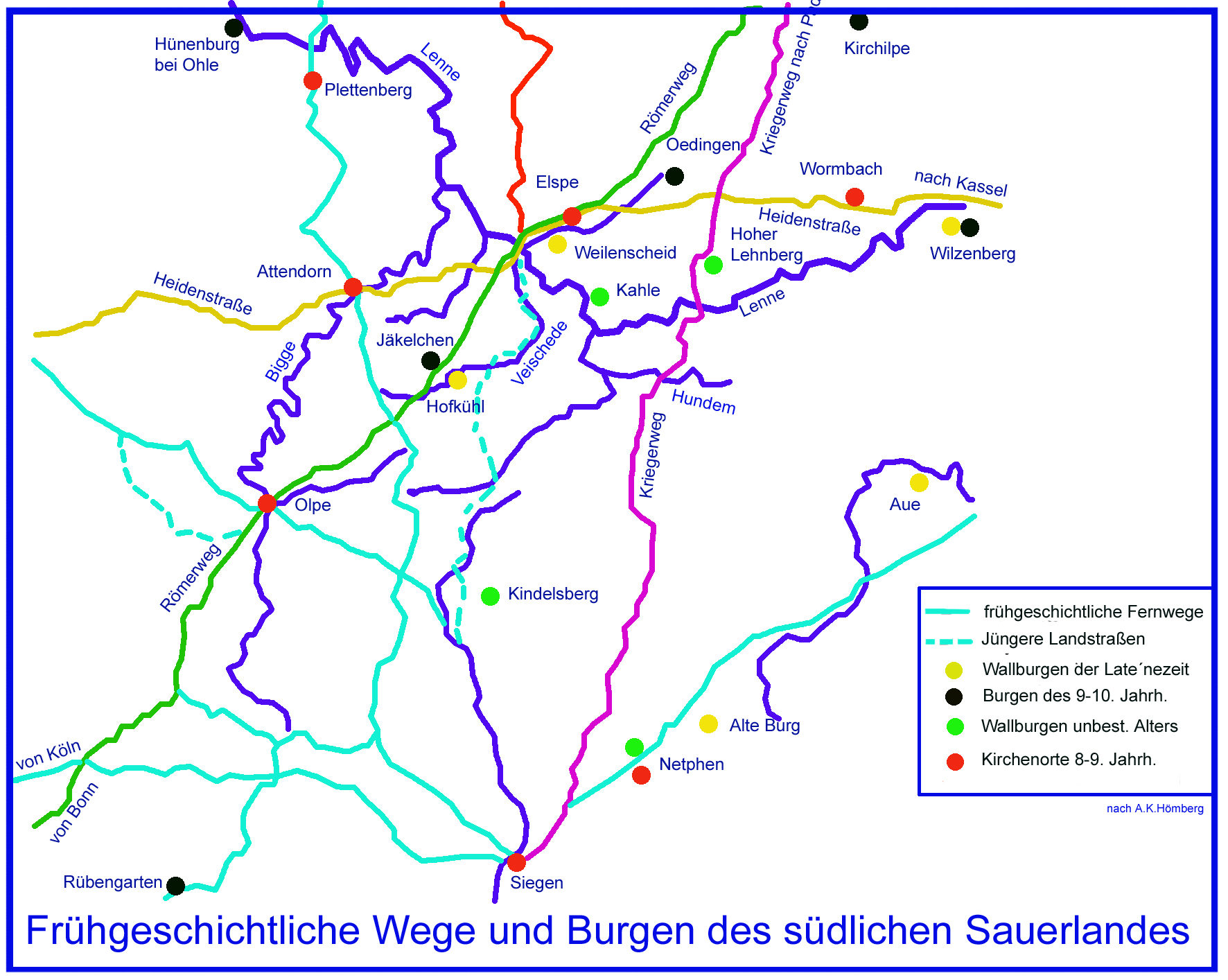
Frühgeschichtliche Wege und Burgen im südlichen Sauerland; Kriegerweg hier violett dargestellt

Der Kriegerweg war ein frühgeschichtlicher und mittelalterlicher Handelsweg im Bereich des Siegerlandes und des Sauerlandes. Er verband Siegen mit Paderborn.

## Verlauf
Ebenso alt wie die Heidenstraße und der Römerweg ist der so genannte Kriegerweg, der vom Siegerland in nordöstlicher Richtung durch Hilchenbach und „Hinter der Hecke“ vorbei „Am Wachthäuschen“ die „Albaumer Höhe“ erklimmt, um hier die Grenze des Siegerlandes zu überqueren. Diesem Höhenzug folgend gelangt er vorbei am Schartenberge, wo sich ein Lager befand, oberhalb des Sattels am „Kellerbruch“, wo eine Wegesperre die Straße absicherte, und Brachthausen links liegen lassend zum Sattel unter dem „Höchsten“. Vorbei an den „Brachthauser Klippen“ am Ellenborn führt er über den Höhenzug zum „Stüvelhagen“ und von hier über den „Krähenpfuhl“ vorbei an den Richtplätzen des Bilsteiner Blutgerichtes ins Tal der Hundem. Den Königsberg rechts liegen lassend und bei Würdinghausen den Hundembach überquerend, führt die Straße nun „Am Ringhagen“ oberhalb Haus Bruch zur Höhe des Dürrenberges und von hier aus zum „Steinernen Kreuz“. Von dort aus geht sie den Rennacken in den Kehren der Bergsteige steil herunter, um beim Totenohl und Christes Hammer (im 18. Jahrhundert ein Hammerwerk zur Eisenbearbeitung, mit Wasserkraft betrieben), in der heutigen Ortschaft Gleierbrück, die Lenne zu überqueren.
In der Nähe findet sich die Flurbezeichnung "Deitfert", die auf eine Furt in der Lenne vor Bestehen einer Brücke hindeutet, vgl. Deitweg.
Durch das enge Gleietal führt der Kriegerweg weiter unterhalb der Wallanlagen des „Hohen Lehnberges“ bis auf die Brachter Höhe über den Wehrscheid nach Bracht hoch und kreuzt hier die Heidenstraße.

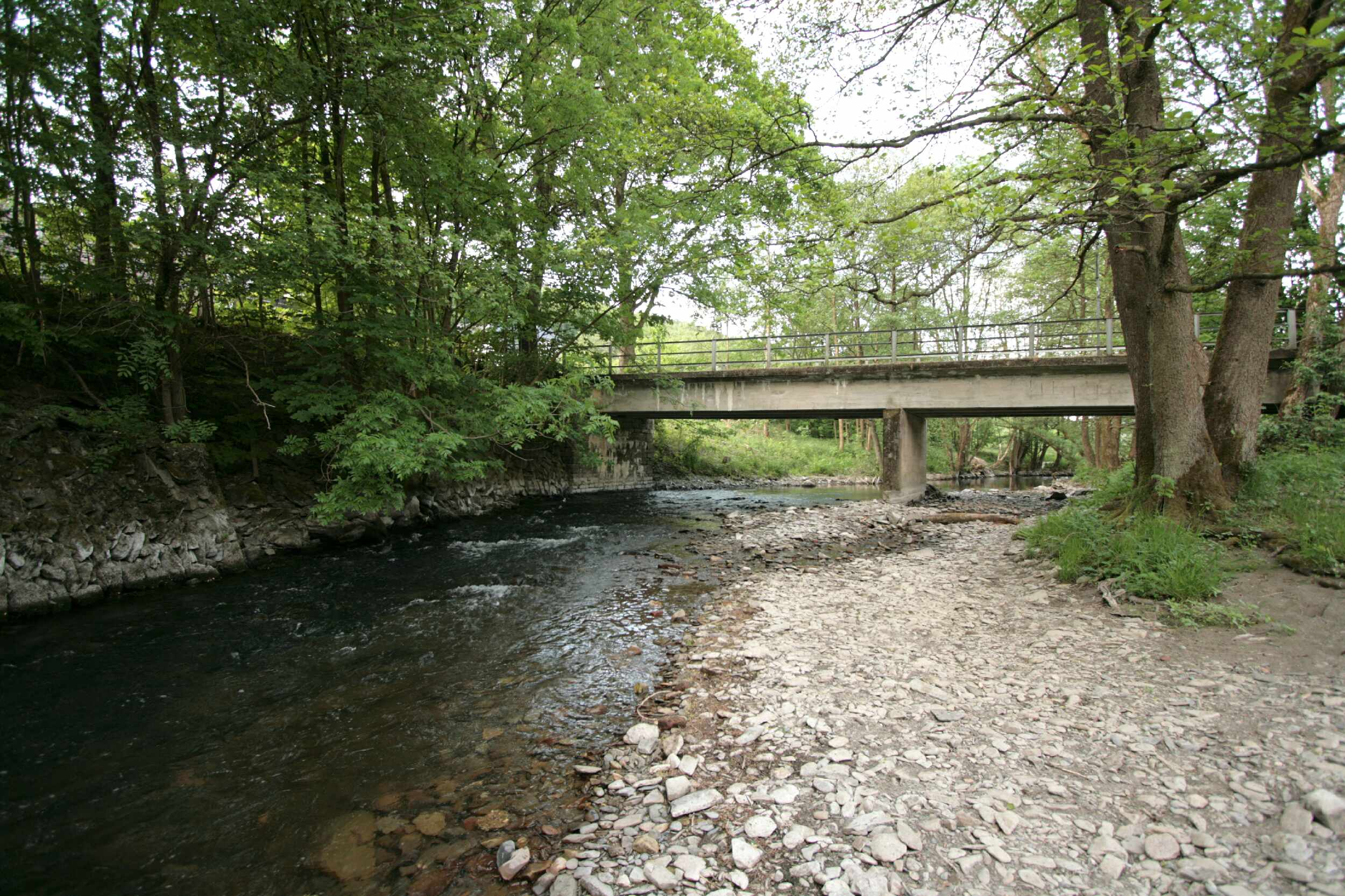
Lenneübergang des Kriegerweg in Gleierbrück

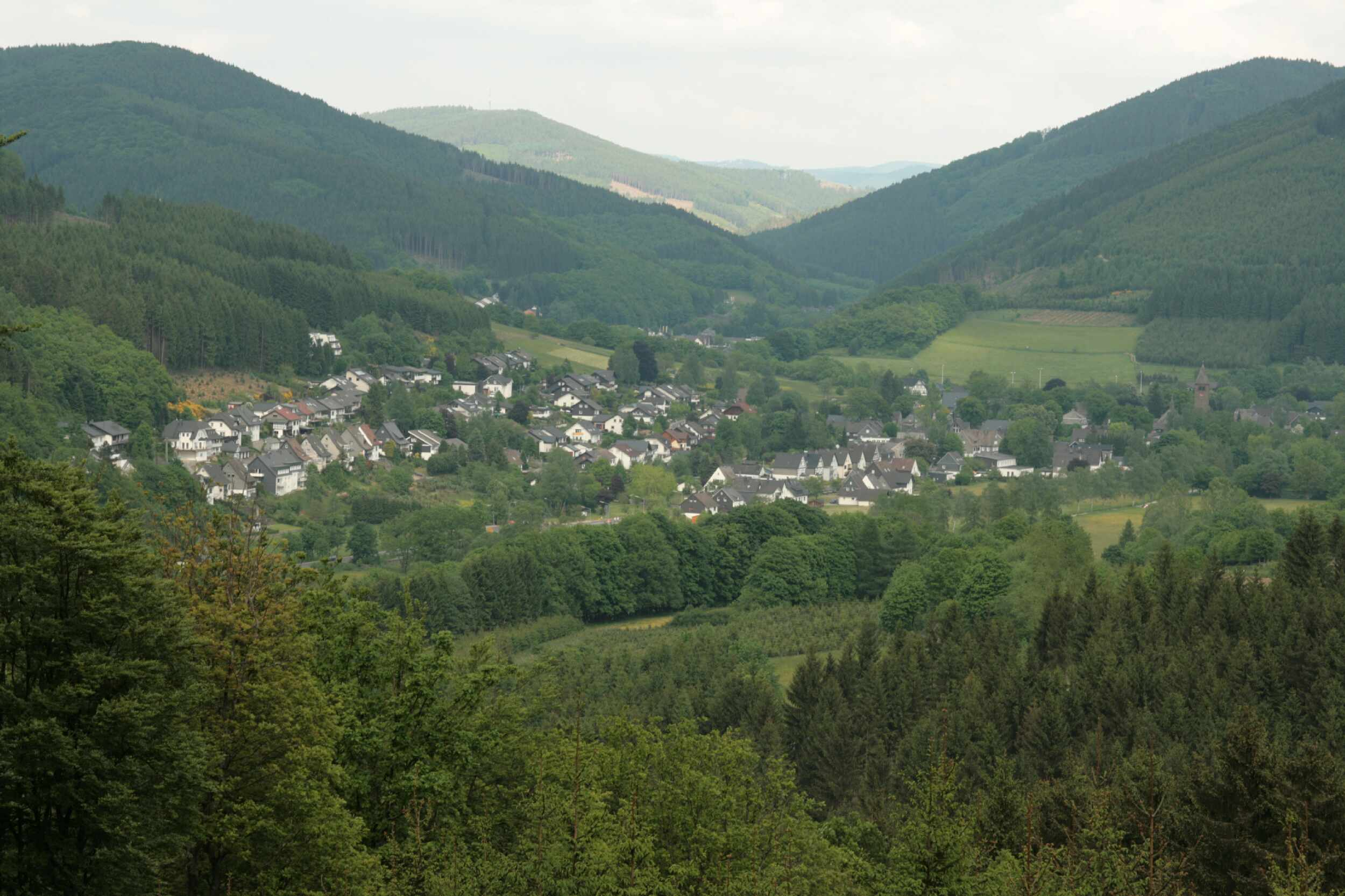
Blick vom Kriegerweg (Rennacken) nach Saalhausen

Diese alte, in frühgeschichtlicher Zeit entstandene Straße wurde in der Gleie durch einen Schlag (von Schlagbaum = Zollstelle) abgeriegelt. Noch heute ist im Wiesengelände der ehemalige Schlag „bei Christes Hude“ gut zu erkennen. Die heutigen Grenzen zwischen der Stadt Lennestadt und der Stadt Schmallenberg würdigen noch heute durch einen Schlenker um den Schlag herum die damaligen Gegebenheiten. In Bracht erinnert die Flurbezeichnung „Wehrscheid“ oder „Landwehr“ sowie „Lamfert“ und „Schlag“ an die alte Zeit, als die Straße noch von Bedeutung war. Vor der Ortschaft Bracht wurde sie zumindest zeitweise vor dem „heutigen“ Ort auf den Schlag an der Heidenstraße geführt, vor dem sie diese kreuzte, um weiterzuführen über den Sattel in Richtung Herschede über den „dürren Hahn“ und „Am Stockwege“ nach Oberlandenbeck. Hier führt sie durch die „Salmecke“ (vielleicht von Saalhof?) entlang dem „Speisert“-Berg in Richtung Lochtrop.
Der Gau Lochtrop kommt schon in der Urkunde von Elspe und Oedingen im Jahre 1000 vor, in der Kaiser Otto III. (HRR) das Kloster Oedingen bestätigt. Vor Lochtrop am „Baukhan“ sind die Spuren des Kriegerweges und der dazugehörenden Wehren noch deutlich im Gelände zu erkennen. Vorbei an der Ortschaft Frielinghausen, entlang der Wenne führte die Trasse weiter nach Bremke. Gemeinsam mit dem Römerweg auf der gegenüberliegenden Bergseite verläuft der Weg vorbei an dem Naturdenkmal „Adam und Eva“ oberhalb von Reiste. Am Reister Berg sind die Hohlwege ebenfalls noch deutlich zu sehen, so kreuzt der Sauerland-Höhenflug die Hohlwege zwischen Reiste und Büemke. Der Kriegerweg erklimmt nun weiter den Höhenzug in Richtung Meschede.
Auf dem Höhenrücken zwischen Bremke und Meschede, auf dem der Kriegerweg verläuft, wurde später der Flugplatz Meschede-Schüren gebaut. In Meschede angekommen, führte der Weg Richtung Nordost durch das Gebketal. Unterhalb der heutigen Autobahn A 46 wechselte der Weg die Flussseite und stieg steil zum Schnettenberg (nördlich von Eversberg) an, wie heute noch an den Hohlwegen zu erkennen ist.
Im weiteren Verlauf steigt der Kriegerweg bis zum „Warsteiner Kopf“ (548 m ü. NN) an. Hier kreuzte der Kriegerweg mit dem Plackweg. Nach der Kreuzung führte der Weg wieder mit deutlich sichtbaren Spuren ins Lörmecketal hinab, um nach Überquerung einer Furt bis zur „Budeusbuche“ wieder anzusteigen. Danach verläuft der Weg über den Höhenrücken zwischen Langem Bach und Lörmecke. Auch auf dieser Gefällestrecke sind heute noch mehrere Hohlwege nebeneinander zu erkennen, die die Gespanne im Laufe der Geschichte hinterlassen haben. Südöstlich von Warstein verlässt der Weg den heutigen Waldrand und überquert mit einer Furt den Wäschebach. Von hier aus führte der Kriegerweg über Schloss Körtlinghausen Richtung Rüthen und weiter nach Paderborn.